# قورباغه اسکلت سبز
قورباغه اسکلت سبز (نام علمی: Boophis jaegeri) نام یک گونه از تیره قورباغه‌های ماداگاسکاری است.